# Kasztanek jarzębolistny
Kasztanek jarzębolistny, kasztanek (Xanthoceras sorbifolium Bunge) – gatunek rośliny z rodziny mydleńcowatych o izolowanej pozycji taksonomicznej. Pochodzi z północnych i północno-wschodnich Chin oraz Półwyspu Koreańskiego. Rośnie tam na suchych stokach wzniesień. Wyróżnia się zmieniającymi kolor płatkami korony. Roślina uprawiana jest jako ozdobna. Nasiona kasztanka są jadalne.

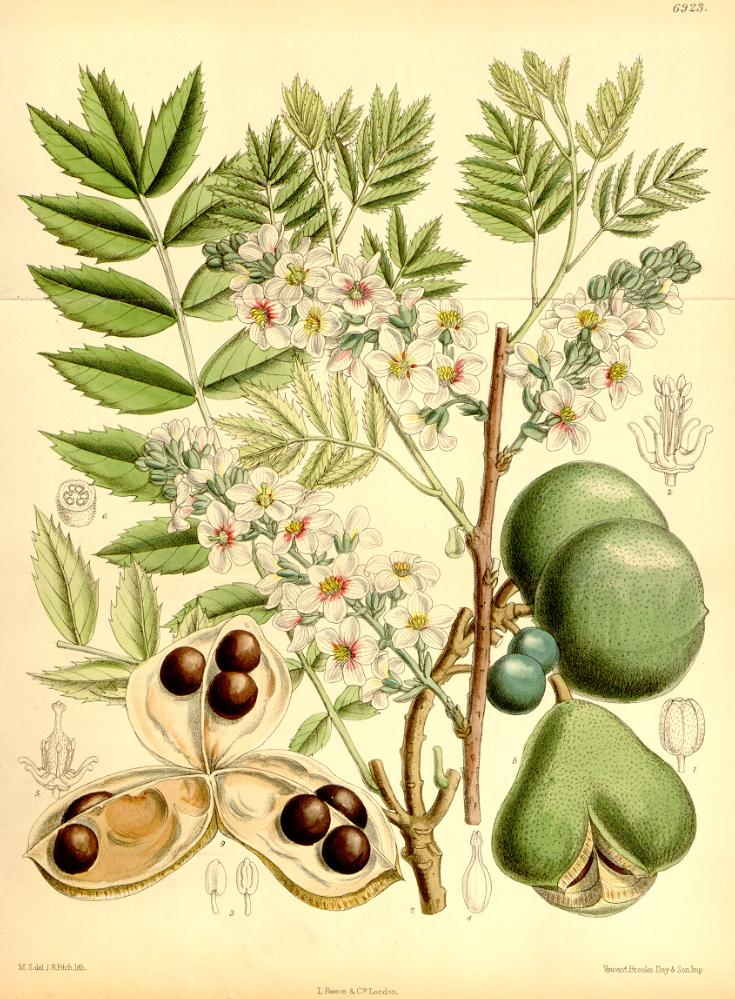
Morfologia

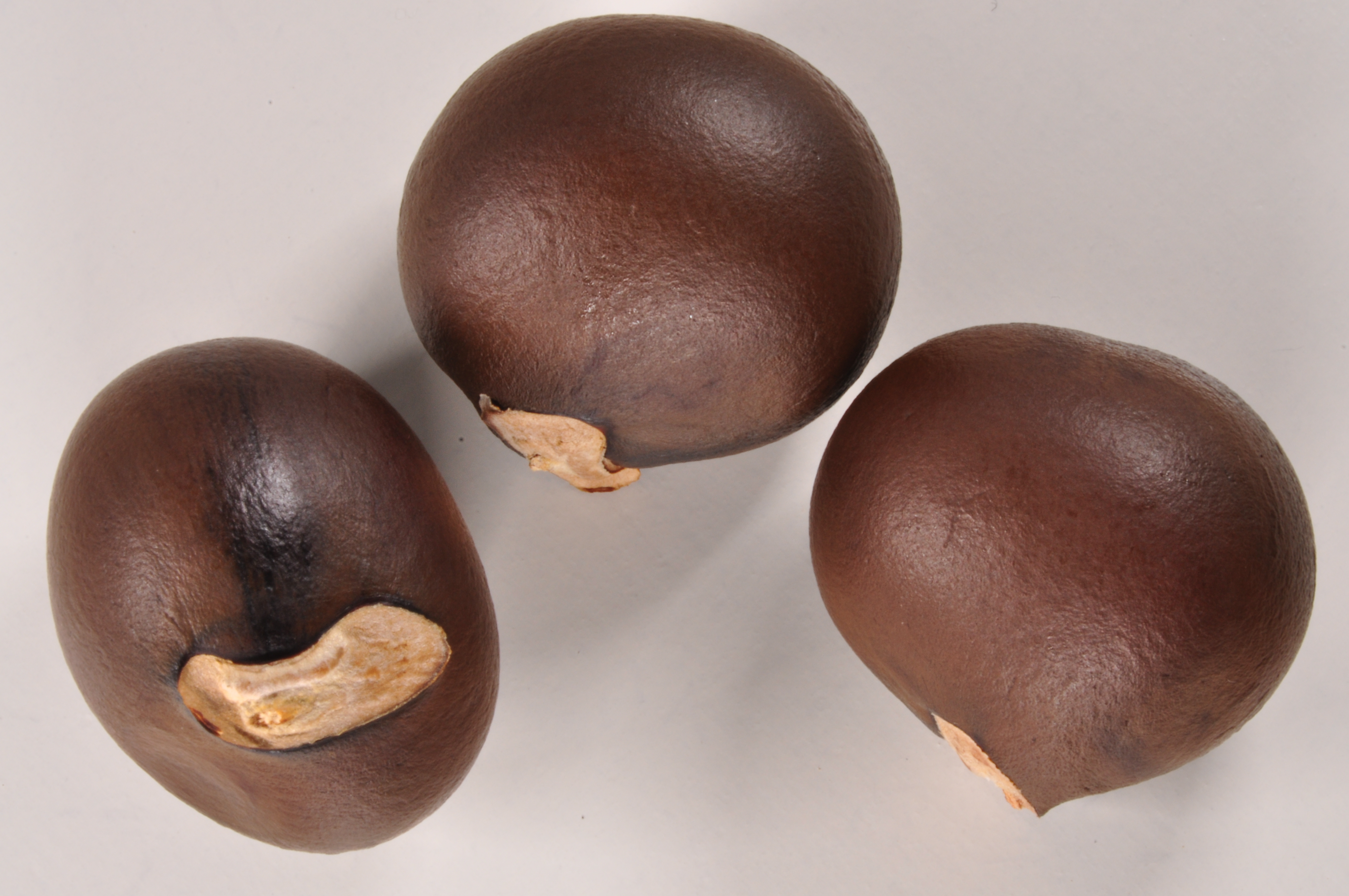
Nasiona

## Morfologia
PokrójWysoki krzew lub małe drzewo o wysokości zwykle do 5 m. Pędy nagie, tęgie, czerwonobrązowe.
LiścieSezonowe, skrętoległe, nieparzyście pierzasto złożone z 9–17 listków o piłkowanych brzegach. Liście osiągają długość do 30 cm.
KwiatyPromieniste, jednopłciowe, z kwiatami męskimi i żeńskimi rozwijającymi się na tych samych roślinach, ale w osobnych, groniastych kwiatostanach. Działek kielicha i płatków korony jest po 5. Płatki są początkowo zielonożółte, później karminowe.
OwocDuża torebka zawierająca małe nasiona z wyglądu podobne do nasion kasztanowców.

## Systematyka
Pozycja systematyczna
Kasztanek jarzębolistny należy do monotypowego rodzaju kasztanek Xanthoceras. Takson należy do rodziny mydleńcowatych (Sapindaceae), w której obrębie zajmuje izolowaną pozycję, tworząc monotypową podrodzinę Xanthoceroideae.

## Zastosowanie
Roślina ozdobna. Jest częściowo odporna na mróz, może być uprawiana w strefach 6-10. Przetrzymuje nawet surowe zimy, ale jest wrażliwa na wiosenne przymrozki. Roślina aklimatyzowana w Polsce. Kwitną już egzemplarze trzyletnie (okres-czerwiec). Rozmnaża się go przez wysiew wiosną stratyfikowanych nasion, przez sadzonki lub odrosty korzeniowe. Aby nadać mu ładny pokrój, wskazane jest lekkie cięcie korony. Roślina bywa atakowana przez grzyb Nectria.